# ضريح السيد إسماعيل نبوي
ضريح السيد إسماعيل نبوي (بالفارسية: آرامگاه سید اسماعیل نبوی) هو ضريح تاريخي يعود إلى القاجاريون، ويقع في كاشمر. وتم تسجيل هذا الضريح في 26 يونيو 2005 مع رقم تسجيل 11925 باعتباره أحد التراث الوطني الإيراني.